# Anejakulation
Anejakulation (Zusammensetzung der  griechischen Vorsilbe an- und des lateinischen abgeleiteten Wortes „Ejakulation“), lat. auch Impotentia ejaculandi, bezeichnet das Ausbleiben der eine Ejakulation direkt auslösenden unwillkürlichen Kontraktionen der Geschlechtsorgane bei vorhandenem Orgasmus und ist eine Form der sexuellen Funktionsstörung. Eine Verzögerung des Samenergusses wird als Ejaculatio retarda bezeichnet.

## Ursachen
Grund für eine Anejakulation ist meist eine Verletzung der Wirbelsäule in Kombination mit kompletten oder inkompletten Querschnittsläsionen. Darüber hinaus kann sie eine Folge von neurologischen Erkrankungen (z. B. Multiple Sklerose, Diabetes mellitus etc.) oder von operativen Eingriffen im Retroperitoneum oder kleinen Becken sein. In seltenen Fällen können auch psychische Erkrankungen zur Anejakulation führen.

## Totale Anejakulation
Als totale Anejakulation bezeichnet man den Zustand, wenn es niemals zu den eine Ejakulation direkt auslösenden unwillkürlichen Kontraktionen der Geschlechtsorgane trotz vorhandenem Orgasmus kommt.

## Abgrenzung
Die Anejakulation ist zu unterscheiden von 
- Aspermie, dem Ausbleiben des Ejakulats mit oder ohne Spermien (Samen) trotz durch einen Orgasmus neurophysiologisch vom Sexualzentrum im Zwischenhirn ausgelöster unwillkürlicher Kontraktionen der Geschlechtsorgane, die damit letztendlich eine Ejakulation bewirken,
- retrograder Ejakulation,  einem Erguss, der sich statt nach außen zurück in die Harnblase entleert,
- Absichtlicher Unterdrückung einer Ejakulation,
- Anorgasmie, dem Ausbleiben eines durch sexuelle Aktivität ausgelösten Orgasmus.